# إدوارد بويي
إدوارد بويي (بالإنجليزية: Edward Boye)‏ هو لاعب كرة قدم غاني، ولد في 1948. شارك مع منتخب غانا لكرة القدم.

## وصلات خارجية
- إدوارد بويي على موقع الاتحاد الدولي (مؤرشف)  (الإنجليزية)
- إدوارد بويي على موقع أوليمبيديا (الإنجليزية)